# Attila F. Balázs
Attila F. Balázs (Târgu Mureș, 15 de enero de 1954) poeta, escritor, traductor, editor y redactor. 

## Biografía y obra
Nació en Târgu Mureș, estudió hasta su graduación en la escuela secundaria de Ditrău hasta su bachillerato. Luego continuó sus estudios en el Instituto de teología católica de Alba Iulia. Graduó en biblioteconomía y traducción literaria en Bucarest. Trabajó como bibliotecario en la Biblioteca del distrito de Miercurea Ciuc hasta 1989. En 1990, se estableció en Eslovaquia. Entre 1990 y 1992 fue redactor del diario Szabad Újsag (Bratislava), colaboraron para Új Szó y fue responsable de la editorial Madách en Bratislava. En 1994, fundó la editorial AB-ART (Bratislava), ha dirigido desde entonces. Es fundador y editor de la revista Poesis International Satu Mare y jefe de redacción de Szőrös Kő. Es miembro de la Unión de Escritores Húngaros, de la Unión de Escritores de Rumania, del Club PEN Húngaro, de la Sociedad de Escritores Húngaros de Eslovaquia y de la Liga de los Escritores Húngaros de Transilvania. Es vicepresidente de la asociación cultural Dellart (Cluj-Napoca). Autor de una docena de libros y traductor de más de veinte libros, Attila F. Balázs fue galardonado con muchos premios (Premio Madách, Premio Lucian Blaga, Premio Arghezi). Su obra ha sido traducida a 15 idiomas. Participa regularmente en festivales literarios internacionales en todos los continentes como poeta invitado (Nicaragua, Colombia, Venezuela, Canadá, Turquía, Ecuador).

## Colecciones de poemas
- 1992 : Maszkok (poemas), Madách, Bratislava, Premio Madách.
- 1992 : A macska leve (novela corta), Microgramma, Bratislava.
- 2002 : Meztelen lovagok (poemas), AB-ART, Bratislava.
- 2003 : Arcképcsarnok (serie de divulgación literaria), AB-ART, Bratislava.
- 2005 : Szókeresztem (poemas seleccionados), Lilium Aurum, Dunajská Streda.
- 2006 : Casanova átváltozásai – Premeny Casanovu (poemário bilingüe, húngaro-eslovaco, Plectrum.
- 2007 : Kortárs román költők (trad., red.)
- 2007 : Antologia sucasnej rumunskej poezie (red.)
- 2008 : Menekülés a gettóból (traducciones), AB-ART, Bratislava.
- 2008 : Missa bestialis, Limes, Cluj-Napoca, 2008.
- 2009 : Egy zacskó cseresznye (Antología de la poesía contemporánea rumana), AB-ART, Bratislava.
- 2010 : Versek / Poezii. Edición bilinguë (húngaro-rumano). Limes / Dellart.
- 2010 : Minimál (nuevos poemas), AB-ART, Bratislava.
- 2011 : KÉK (nuevos poemas), AB-ART, Bratislava.
- 2011 : Metamorfozele lui Casanova, traducción de I. Foarta, Grinta, Cluj-Napoca.
- 2011 : Minimal, traducción de Enikő Thiele-Csekei y Timo Berger, Gabrielle Schaefer Verlag, Herne.
- 2012 : Casanova átváltozásai, (novelas cortas) AB-ART, Bratislava.
- 2012 : The Scene, (poemas en 12 idiomas), Orient-Occident, Bucarest.
- 2012 : Prelomljeni hleb, (poemas en serbio, traducción de Jolanka Kováč), Libertatea, Pančevo.
- 2012 : Gordiev Jazol, (poemas en macedonio, traducción de D. Dimov), Matica, Skopje.
- 2013 : Legszebb versei, (poemas seleccionados y epílogo de Csaba András Sűtő), AB-ART, Bratislava.
- 2013 : Minimal (poemas en portugués, traducción de José Eduardo), Editora Aty, Porto Alegre, Brasil.
- 2013 : Casanova’s Metamorphoses (traducción de Adrian George Sahlean), Ekstasis Editions, Vancouver, Canadá.
- 2014 : Cravata lui Villon, (poemas en rumano, traducción de Serban Foarţă, prefacio de Gheorghe Grigurcu, Tipo, Moldavia.
- 2014 : Luna pe cale de a se ȋneca, novelas cortas, traducción de Foarţă Gábos Ildiko, análisis de Nicolae Coande, ARC, Chisináu.
- 2014 : La metamorfosis de Casanova, traducción español de Rafael Soler, El Quirófano Ediciones, Colombia.
- 2014 : Blue/Kék, traducción inglés de Elizabeth Csicsery-Rónay, Libros Libertad, Vancouver, Canadá.
- 2015 : Метаморфозе Казанове, novelas cortas en serbio, traducción de Jolánka Kovács, Sremska Mitrovica.
- 2015 : Missa Bestialis, poemas en inglés, traducción de Lucia Gorea, Libros Libertad, Vancouver, Canadá.
- 2015 : Villon nyakkendője, poemas, Art Danubius.
- 2016 : Chair impassible, poemas en francés, traducción y prefació de Károly Sándor Pallai, Éditions du Cygne, Paris, Francia.

## Traducciones
- 2007 : Kortárs román költők, AB-ART, Bratislava.
- 2009 : Varujan Vosganian, Kék sámán (Şamanul albastru), AB-ART, Bratislava.
- 2009 : Gabriel Chifu, Táblajáték (Jocul de table). Traducción de Balázs F. Attila y François Bréda, AB-ART, Bratislava.
- 2009 : Mircea Petean, Anna versek (Poemele Anei), AB-ART, Bratislava.
- 2009 : Angela Baciu, Poezii / Versek, Limes /AB-ART.
- 2009 : Mircea Petean, Poezii / Versek, Limes, Cluj-Napoca.
- 2011 : Vasile Dan, Folyékony tükör poemas, AB-ART.
- 2011 : Lucian Blaga, Poezii / Versek, Nemzeti Tankönyvkiadó, Budapest.
- 2012 : Ioan Es Pop, Nem mertem kiáltani soha, AB-ART.
- 2012 : Robert Serban, Illatos koporsó, poemas, L’Harmattan, Budapest.
- 2012 : Carolina Ilica, Valamivel több, poemas, AB-ART.
- 2012 : Rade Siljan, Évszázadok, poemas, AB-ART.
- 2013 : Rafael Soler, Visszaút / Maneras de volver, poemas (edición bilinguë) AB-ART.
- 2013 : José Eduardo Degrazia, A szerelem geometriája, poemas, AB-ART.
- 2014 : Turczi István, Strainul, poemas, Europa, Craiova.
- 2014 : Új Dánia, Antología de poetas moldavos, Parnasszus, Budapest.
- 2014 : Augusto Rodríguez,  Örültek csókja, poemas, AB-ART.
- 2015 : Nedeljko Terzic,  Robaj és csend, poemas, AB-ART.
- 2015 : Metin Cengiz, Fekete és fehér, poemas, AB-ART.
- 2015 : Müesser Yeniay, A rózsaszedés szertartása, poemas, AB-ART.

## Anthologías
- 1978 : Kimaradt Szó, Kriterion, Bucarest.
- 1980 : Ötödik Évszak, Târgu Mureș.
- 1999 : Vámbéry Antológia, Lilium Aurum, Dunajská Streda.
- 2006 : Vámbéry Antológia, Lilium Aurum, Dunajská Streda.
- 2006 : Szlovákiai magyar szép versek, SZMIT, Dunajská Streda.
- 2007 : Szlovákiai magyar szép irodalom, SZMIT, Dunajská Streda.
- 2008 : Tahle ctvrt je nase, Mezera, Praga /AB-ART, Bratislava.
- 2008 : Szlovákiai magyar szép irodalom, SZMIT, Dunajská Streda.
- 2009 : Pesniki čakajoči na angela, Apokalips, Ljubljana.
- 2009 : Vámbéry Antológia, Lilium Aurum, Dunajská Streda.
- 2010 : Vámbéry Antológia, Lilium Aurum, Dunajská Streda.
- 2010 : Festival Internacional de Poesía, Granada (Nicaragua).
- 2011 : Szlovákiai magyar szép irodalom, SZMIT, Dunajská Streda.
- 2011 : Meridian Blaga, Asociatia Blaga, Cluj-Napoca.
- 2011 : Struga, home of poetry, Struga.
- 2011 : Vámbéry Antológia, Lilium Aurum, Dunajská Streda.
- 2012 : Poesys 16, Time for Poetry, Bucarest.
- 2012 : Vámbéry Antológia 2012, Lilium Aurum, Dunajská Streda.
- 2012 : International PEN Multilingual Anthology, AB-ART.
- 2013 : Three Poems from Europe, Editura Pelerin, Bucarest.
- 2013 : Al salir de la cárcel, Edifsa, Salamanca.
- 2013 : Szlovákiai magyar szépirodalom, SZMÍT.
- 2013 : Vámbéry Antológia, Lilium Aurum, Dunajská Streda.
- 2013 : Del teatro del silencio al parnasso, Tegucigalpa, Honduras.
- 2014 : Poems for the Hazara: A Multilingual Poetry Anthology by 125 Poets from 68 Countries,  Full Page Publishing, Nueva York-Oslo.